# Distrito de Silivri
Silivri es un distrito de la provincia de Estambul, Turquía, situado en la parte europea de la urbe, en la frontera de la provincia de Tekirdağ, y constituyendo una ciudad. Se encuentra a 75 km del centro de Estambul y cuenta con una población de 155.923 habitantes (2013).

Silivri tradicionalmente es famoso con su yogur hecho con leche de búfala.

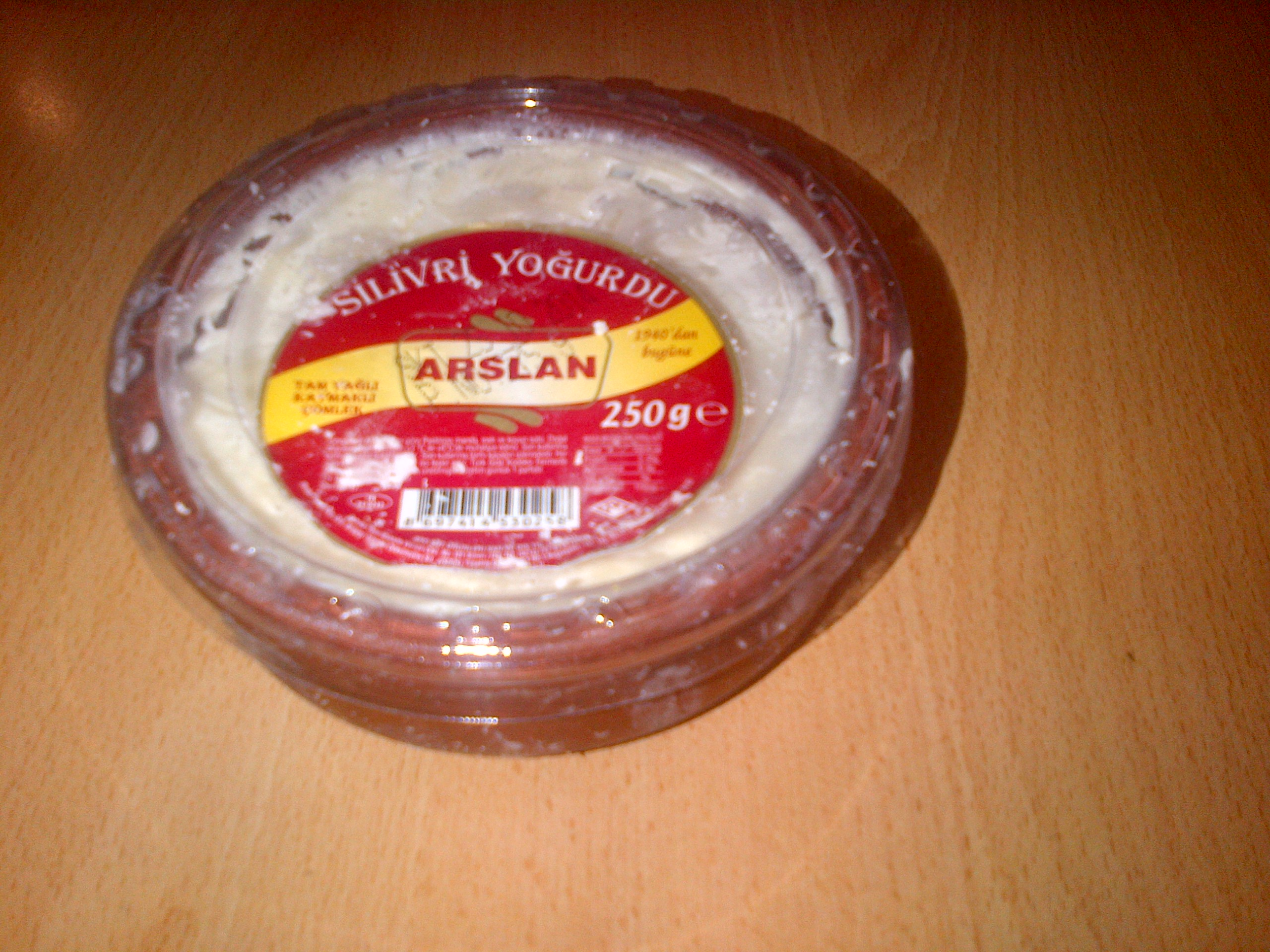
Un recipiente de barro con el famoso yogur de búfala de Silivri.